# Neue Allianz für Ernährungssicherung
Die Neue Allianz für Ernährungssicherung ist eine auf dem G8-Gipfel in Camp David 2012 gegründete Initiative der G8-Staaten. Ihr Ziel ist es, bis 2020 50 Millionen Menschen aus Armut und Hunger zu befreien.

## Struktur
Die Neue Allianz wird von den G8-Staaten geleitet, wobei der jeweiligen G8-Präsidentschaft eine leitende und koordinierende Rolle zukommt. Seit Anfang 2014 wurde die Neue Allianz formal von der Struktur der G8-Staaten losgelöst. Neben den G8-Staaten besteht die Neue Allianz aus Akteuren der Privatwirtschaft, internationalen Organisationen und der Zivilgesellschaft. Bislang bestehen im Rahmen der Neuen Allianz Kooperationen mit Äthiopien, Burkina Faso, Elfenbeinküste, Ghana, Mosambik, Tansania, Benin, Nigeria, Malawi und Senegal.
Unterhalb der Ebene der Staatschefs wurde mit dem Leadership Council ein operatives Leitungsgremium geschaffen. Er besteht aus Vertretern von fünf Gruppen:
1. Vertretern afrikanischer Regierungen und Institutionen,
2. Gebervertretern,
3. drei Multilateralen Institutionen (IFAD-Präsident Nwanze, IFC CEO Kaldany, FAO Generaldirektor Graziano da Silva),
4. fünf Vertretern der Zivilgesellschaft und afrikanischer Bauernorganisationen (Oxfam America CEO Ray Offenheiser, Vertreter der panafrikanischen Bauernorganisation und zweier regionaler afrikanischer Bauernverbände, Vertreter einer afrikanischen Nichtregierungsorganisation),
5. sieben Vertretern der Privatwirtschaft (Syngenta CEO Mack, Yara CEO Haslestad, Unilever CEO Polman, Cargill CEO Page, Equity Bank CEO Mwangi, Omega Farms CEO Gad, Ghana Premium Foods CEO Gambrah).

Der Leadership Council hat drei Co-Vorsitzende bestehend aus der Vorsitzenden der Afrikanischen Union, der jeweiligen G8-Präsidentschaft und dem Weltwirtschaftsforum. Deutschland wird in diesem Gremium von Mitarbeitern des Bundesministeriums für wirtschaftliche Zusammenarbeit und Entwicklung vertreten. Der Leadership Council trifft sich zwei Mal im Jahr anlässlich des Weltwirtschaftsforums im Mai und im September am Rande der Generalversammlung der Vereinten Nationen (VN). Die Partnerschaften, welche zwischen Konzernen und Ländern getroffen werden bauen häufig auf schon bestehenden Partnerschaften auf wie zum Beispiel  „Scaling Seeds and other Technology Partnership“ der amerikanischen Regierung. Die deutsche Regierung hat für die Neue Allianz im Zeitraum von 2012 bis 2014 einen Betrag von 50,2 Millionen Euro vorgesehen. Die britische Regierung möchte 600 Millionen Pfund in das Projekt investieren.

## Projekte
Durch die Länderpartnerschaften soll die Verbreitung eines modernen industriellen Agrarmodells gefördert werden. Dazu sollen bestehende Agrarentwicklungsstrategien der Partnerländer reformiert werden. Diese Reformen beziehen sich im Wesentlichen auf vier Bereiche:
1. Reformen zur Förderung von privatwirtschaftlichen Investitionen im Bereich landwirtschaftlicher Inputs wie zum Beispiel Saatgut, Düngemittel und Pestizide: Hier geht es darum, dass durch die Kooperationsabkommen bestimmte den Agrarbereich betreffende Gesetze verändert oder überhaupt eingeführt werden können. In Tansania hat sich z. B. die Regierung im Zuge der Neuen Allianz verpflichtet einen mit UPOV 91 konformes Saatgutgesetz zu verabschieden, welches den freien Austausch oder Nachbau von Saatgut einschränken kann.
2. Reformen im Bereich Landnutzung und anderen natürlichen Ressourcen: Im Rahmen dieser Reform kann die Gesetzgebung bezüglich der Verwaltung und Verpachtung von Land geändert werden um großflächige Landverkäufe und Pacht zu erleichtern. Die Investitionsvorhaben bauen speziell auf Wachstumskorridoren in Tansania und Mosambik auf. Hier sollen aus der Verbindung von öffentlichen Infrastrukturinvestitionen und privaten Agrarinvestitionen größere Zonen zur agrarindustriellen Nutzung geschaffen werden.
3. Reformen im Bereich internationalen Handel: Durch die Reformierung über die Kooperationspartnerschaften sollen die Bedingung für internationale Investitionen und Handel vereinfacht werden. Zum Beispiel hat sich Äthiopien im Zuge dieses Abkommens verpflichtet keine Ausfuhrquoten für agrarische Erzeugnisse zu erlassen.[3]
4. Reformen im Bereich Bereitstellung von Dienstleistungen: In einigen Ländern die Partnerschaftsabkommen abgeschlossen haben, werden (staatliche) Agenturen eingerichtet, welche Konzernen aus der Agrarindustrie den Zugang zu Investitionen erleichtern soll.[4]

## Kritik
Die Neue Allianz für Ernährungssicherung wird von deutschen Nichtregierungsorganisationen wie Oxfam Deutschland, Forum Umwelt und Entwicklung, FIAN und Inkota und der Opposition (Bündnis 90/Die Grünen, Die Linke) stark kritisiert. Dabei steht vor allem die Umsetzung der Reformpläne sowie deren Konsequenzen im Vordergrund, da laut der NGOs die Rechte von Kleinbauern nicht berücksichtigt werden und durch die Reformpläne in Teilen sogar geschädigt werden. Befürchtet wird z. B. dass Vertragsanbau, welcher im Rahmen der Neuen Allianz ein zentrales Instrument zur Einbindung von Kleinbauern im Wertschöpfungsketten darstellt, zu Verschuldung, Verschlechterung der Ernährungssicherung, dem Anbau von Monokulturen und der Abkehr von Mischproduktionen führen kann.
Dazu kommt, dass die von Konzernen geplanten Landinvestitionen dazu führen können, dass die lokale Bevölkerung ihr informelles Recht der Bodennutzung verliert. Die britische Nichtregierungsorganisation World Development Movement bezeichnet dies als postkoloniale Aneignung afrikanischer Ressourcen. Dies zeigt sich insbesondere in den beiden Wachstumskorridoren in Mosambik und Tansania, deren Nutzung zu Landkonflikten führen könnte.
Ein weiterer Nachteil ist die Orientierung an schon bestehenden Partnerschaftsabkommen wie zum Beispiel „Scaling Seeds and Other Technologies Partnership“, im Rahmen der Alliance for a Green Revolution in Africa, welches die Kommerzialisierung, Verteilung und Verwendung von zertifiziertem Saatgut und anderen Technologien beinhaltet. Dies führt zum Beispiel in Mosambik dazu, dass die Verbreitung von kostenlosem und natürlichem Saatgut verboten ist, um Investitionsanreize für den Privatsektor in diesem Bereich zu schaffen.
Die Öffnung des Saatgutmarktes durch die Neue Allianz ist ebenfalls ein großer Kritikpunkt seitens der NGOs. Durch die Liberalisierung des Marktes entstünden Abhängigkeiten der Produzenten vom Angebot der Konzerne, da diese jedes Jahr neues Saatgut kaufen müssten oder Nachbaugebühren an Konzerne zahlen müssten. Die Nichtregierungsorganisationen fordern eine Einbindung des Komitees für Ernährungssicherheit (CFS), da dieses allgemeine Prinzipien für verantwortungsvolle Investitionen im Agrarbereich vertritt. Außerdem eine stärkere Trennung von privatwirtschaftlichen Investitionen und der Ausgestaltung politischer Regeln sowie eine stärkere Einbindung von lokalen Bauernorganisationen.